# Anthodiscus pilosus
Anthodiscus pilosus är en tvåhjärtbladig växtart som beskrevs av Adolpho Ducke. Anthodiscus pilosus ingår i släktet Anthodiscus och familjen Caryocaraceae. Inga underarter finns listade i Catalogue of Life.